# École des Beaux-Arts
École des Beaux-Arts eller École d’Arts er navn på mange franske skoler for billedkunst, med École nationale supérieure des Beaux-Arts (ENSBA) i Paris som en af de mest kendte og mest traditionsrige. Skolerne må ikke forveksles med Académie des beaux-arts ("Akademiet for de skønne kunster"), som er et af de fem akademier i Institut de France.